# Kaiya brindabella
Kaiya brindabella is een spinnensoort uit de familie Gradungulidae. De soort komt voor in het Australisch Hoofdstedelijk Territorium.

## Synoniem
- Gradungula brindabella Moran, 1985